# امارات.
‎ (羅馬化為) (DNS名稱為".xn--mgbaam7a8h")是阿拉伯聯合酋長國的阿拉伯語國際化國家及地區頂級域。
而阿拉伯聯合酋長國的傳統國家及地區頂級域是.ae。